# Indoarijski jeziki
Indoarijski ali indijski jeziki so glavna jezikovna družina v Južni Aziji (ali na  Indijski podcelini). Predstavljajo vejo indoiranskih jezikov, ki je veja družine indoevropskih jezikov. Na začetku 21. stoletja indoarijske jezike govori več kot 800 milijonov ljudi, predvsem v Indiji, Bangladešu, Nepalu, Pakistanu in Šrilanki. Prav tako obstaja velika priseljenska skupnost, ki govori indoarijske jezike v Severozahodni Evropi, Zahodni Aziji, Severni Ameriki in Australiji. Prepoznanih je okoli 219 indoarijskih jezikov.
Moderni indoarijski jeziki izvirajo iz Sanskrta preko Prakrta. Glede na število govorcev šteje hindijščina (hindujščina-urdujščina okoli 329 milijonov), bengalščina 242 milijonov, pandžabščina okoli 120 milijonov,, maraščina 112 milijonov, gudžaraščina 60 milijonv, bhodžpuri 51 milijonov, orija 34 milijonov, maithili okoli 34 milijonov, sindhi pa 25 milijonov. Skupaj s preostalimi manj številnimi jeziki je bilo po ocenah leta 2005 skoraj 900 milijonov ljudi, katerih materni jezik je bil indoarijski.

## Klasifikacija
Natančnejše naštevanje indoarijskih jezikov je skoraj nemogoče, ker narečja prehajajo ena v drugo. Glavni pa so našteti spodaj. 
Ta klasifikacija je povzeta po jezikoslovcema Masica in Kausenu. Glede območja Indije (države Indijske unije) je klasifikacija povzeta tudi glede na popis prebivalstva leta 2011, še posebej na število govorcev posameznega jezika. 
Odstotek od indoarijskih govorcev po posameznem materinem jeziku.

### Dardski jeziki
kašmirščina - 6,8 milijona govorcev
šina jeziki
- šina - 500.000 govorcev
- brokskat - 10.000 govorcev
- domaaki - 340 govorcev
- kundal šahi - 700 govorcev
- kalkoti - 6.000 govorcev
- ušodži - 2.000 govorcev
- palula - 10.000 govorcev
- savi - 3.000 govorcev

pašaji - 400.000 govorcev
kunarski jeziki
- dameli - 5.000 govorcev
- gavar-bati - 9.500 govorcev
- nangalami - 5.000 govorcev
- šumašti - 1.000 govorcev

čitralski jeziki
- kalaša - 5.000 govorcev
- hovar - 290.000 govorcev

kohistanski jeziki
- maija - 200.000 govorcev
- bateri - 29.000 govorcev
- čiliso - 1.000 govorcev
- govro - 200 govorcev
- kalami - 100.000 govorcev
- tirahi - 100 govorcev
- torvali - 80.000 govorcev
- votapuri-katarkalai †

### Severno območje
centralna paharščina
- garhvali - 2,9 milijona govorcev
- kumaoni - 2,4 milijona govorcev

vzhodna paharščina
- nepalščina - 17 milijonov govorcev
- džumli - 85.000 govorcev

### Severozahodno območje
dogri - 2,59 milijona govorcev
himačalščina
- kangri - 1,1 milijona govorcev
- mandeali - 1,7 milijona govorcev
- džaunsari - 100.000 govorcev
- kulu - 110.000 govorcev
- paharščina kinauri - 6.300 govorcev
- mahasu himačalščina - 1 milijon govorcev
- hinduri - 30.000 govorcev
- sirmauri - 400.000 govorcev

pandžabščina (dialekti)
- pandžabščina - 122 milijonov govorcev
- doabi
- zahodnopandžabski jeziki (lahnda)
  - saraiki - 20 milijonov govorcev
  - hindko - 3,7 milijona govorcev
  - džakati †
  - potvari - 2,5 milijona govorcev

- madžhi
- malvaj
- puadi

sindski jeziki/dialekti
- sindski jezik - 25 milijonov govorcev
- džadgali - 25.000 govorcev
- kutči - 873.000 govorcev
- luvati - 5.000 govorcev
- memoni

### Zahodno območje
Ethnologue našteva naslednje jezike oz. narečja v zahodnem območju, ki niso vključeni v druge podskupine:
- radžastanski jeziki
- prava radžastanščina - 25,8 milijonov govorcev
- bagri - 2,1 milijona govorcev
- marvarščina – 7,8 milijona govorcev
- mevati – 4,2 milijona govorcev
- dhundari - 9,6 milijona govorcev
- harauti - 3 milijonov govorcev
- mevarščina - 5,1 milijona govorcev
- šekhavati - 3 milijone govorcev
- dhatki - 150.000 govorcev
- malvinščina - 5,2 milijona govorcev
- nimadi - 2,31 milijona govorcev
- gudžaratščina - 55 milijonov govorcev
- džandavra - 5.000 govorcev
- sauraštra - 247.000 govorcev
- aer - 300 govorcev
- vahri - 10.000 govorcev
- vasavi – 187.000 govorcev
- koli - 1,4 milijona govorcev
- parkari koli - 250.000 govorcev
- kači koli - 500.000 govorcev
- vardijara koli - 542.000 govorcev
- bil jeziki
- severni bil
- baurija - 27.000 govorcev
- bilori - 200.000 govorcev
- magarščina
- centralni bil
  - pravi bili (bilodi) - 3,5 milijona govorcev
  - bilali – 753.000 govorcev
  - čodri (čodari) - 110.000 govorcev
  - dhodija - 49.000 govorcev
  - dhanki - 140.000 govorcev
  - dubli - 250.000 govorcev

- bareli jeziki  - 990.000 govorcev
  - palja bareli - 10.000 govorcev
  - pauri bareli - 311.000 govorcev
  - ratvi bareli - 47.000 govorcev
  - pardi - 49.000 govorcev

- kalto - 15.000 govorcev

handeši - 1,9 milijona govorcev
domari - 4 milijone govorcev
romski jeziki (“ciganski jeziki”) - 1,5 milijona govorcev
- severna romska narečja
  - sintska romščina - 200.000 govorcev
  - finski kalo - 12.000 govorcev
  - baltska romščina - 35.000 govorcev

- karpatska romščina - 160.000 govorcev
- balkanska romščina - 560.000 govorcev
- vlaška romščina - 540.000 govorcev

### Centralno območje (MadjaaliHindi)
Parija - 4.000 govorcev
zahodna hindijščina
- hindustanščina (vključuje standardno hindijščino in standardno urdujščino) - 329 milijonov govorcev
- bradž – 1,56 milijona govorcev
- harjanščina – 9,8 milijona govorcev
- bundelščina - 5,6 milijona govorcev
- kanaudži - 9,5 milijona govorcev

vzhodna hindijsščina
- avadi - 3,8 milijona govorcev
  - fidžijska hindijščina - 460.000 govorcev

- bahelščina - 2,7 milijona govorcev
- čatisgarščina – 16,2 milijona govorcev

Parija je zgodovinsko pripadal centralnem območju, vendar je izpadel v primerjavi z drugimi jeziki v skupini zaradi geografske oddaljenosti in številnih slovničnih in besednih novosti. 

### Vzhodno območje
Ti jeziki izhajajo iz Magadi prakrita.
biharski jeziki
- bhodžpuri - 51 milijonov govorcev
  - karibska hindustanščina - 166.000 govorcev

- magahi/मगही - 12 milijonov govorcev
- maithili/मैथिली/মৈথিলি - 13,3 milijona govorcev
- angika/अंगिका/অঙ্গিকা - 743.000 govorcev
- horta - 8,04 milijona govorcev
- sadri (nagpurščina) - 5,1 milijona govorcev
- kurmalščina - 556.089 govorcev

taru jezik - 1,9 milijona govorcev
Odija (ଓଡ଼ିଆ) - 34 milijonov govorcev
halbiški jeziki
- halbščina - 766.000 govorcev
- batrijščina - 334.000 govorcev
- kamarščina - 40.000 govorcev
- mirganščina - 60.000 govorcev
- naharščina - 20.000 govorcev

bengalsko–asamski jeziki (বাংলা-অসমীয়া)
- asamščina (অসমীয়া) – 15,3 milijona govorcev
  - kamrupi narečje
    - barpetija narečje
    - nalbarija narečje
    - palasbarija narečje

  - goalparija narečje
- bengalščina (বাংলা) - 268 milijonov govorcev
  - bangalščina - 97 milijonov govorcev
  - rarhi narečje ali standardna osrednja bengalščina - 30 milijonov govorcev
  - varendri narečje (ali borendri narečje)- 24 milijonov govorcev
  - sundarbansko narečje - 20 milijonov govorcev
  - džarkandščina - 12 milijonov govorcev
- bišnuprija manipurščina (বিষ্ণুপ্রিয়া মণিপুরী) - 74.000 govorcev
- čakma - 330.000 govorcev
- čitagonščina (চাঁটগাঁইয়া) - 16 milijonov govorcev
- rangpurščina - 15 milijonov govorcev
- KRNB (কোচ ৰাজবংশী/রংপুরী/কমতা) - 15 milijonov govorcev
- rohingja/ruhinga - 1,8 milijona govorcev
- silhetski (ছিলটি) - 13 milijonov govorcev
  - džalalabadsko narečje - 11 milijonov govorcev
  - džaintiansko narečje - 0,5 milijona govorcev
  - barak narečje - 1 milijon govorcev

Nerazvrščeni:
kušvarski
- danvar - 46.000 govorcev
- bote-daraj jezik - 20.000 govorcev

### Jeziki južnega območja
Ta skupina jezikov se je razvila iz pramaharaštrskega jezikaa.
Ni pa jasno ali lahko štejemo dahini (dekanščino, južno urdujščino) kot del hindustanščine skupaj s standardno urdujščino, ali kot ločen jezik s perzijskim vplivom razvit iz maratskega jezika.

#### maratsko-konkanski jeziki
- Maratščina (मराठी)]] - 83 milijonov govorcev
- fudagi - 1.000 govorcev
- kadodščina
- konkanščina (कोंकणी) - 2,26 milijona govorcev
- katkarščina - 12.000 govorcev
- kukna - 110.000 govorcev
- varlijščina - 387.000 govorcev
- maharaštrski konkani - 2,4 miliojna govorcev

#### Indoarijski otoški jeziki
- singalščina (සිංහල) - 17 milijonov govorcev
- maldivščina (ދިވެހި) - 340.000 govorcev

Otoški indoarijski jeziki delijo več skupnih karakteristik, ki jih ločujejo od kontinentalnih jezikov.

### Nerazvrščeni
Naslednji jeziki so med seboj povezani, vendar drugače nerazvršeni v okviru indoarijskih jezikov:
Činali–Lahul Lohar
- činali - 750 govorcev
- lahul lohar - 750 govorcev

Holosi
Holosi jezik so odkrili nedavno kot indoarijski jezik, ki ga govorijo v dveh vaseh na jugu Irana oziroma okoli 800 ljudi in je nerazvrščen.

## Pisave
Indoarijski jeziki uporabljajo za pisanje različne pisave: več indijskih pisav, perzijsko-arabsko pisavo in v posameznih primerih tudi latinsko pisavo. Dhivehi, jezik Maldivov, ima svojo pisavo, imenovano Thaana. Nastala je v 15. stoletju po vzoru na arabske številke in drugih elementov iz arabske pisave.

### Indijske pisave
Večina pisav, ki se uporabljajo za indoarijske jezike, kot so pisave Južne Indije, Jugovzhodne Azije in Tibeta, pripada družini indijskih pisav, ki izvirajo iz Brahmi pisave. Brahmi pisava se je prvič pojavila v 3. stoletju pred našim štetjem v napisih cesarja Ašoke. Njen izvor je nejasen in je verjetno nastala po vzoru na aramejska abeceda.  Sčasoma se je Brahmi pisava razdelila na številne regionalne različice, od katerih se nekatere grafično zelo razlikujejo. Strukturno so si zelo podobne in imajo vse enak princip delovanja. So vmesna oblika med abecedeo in zlogom, tako imenovane Abugide, v katerih se vsak soglasnik z oznako ustreznega samoglasnika  a , ki ga diakritični znak lahko spremeni. Soglasniške povezave so izražene z ligaturami. Za razliko od latinske abecede na primer vrstni red znakov v indijskih svetih spisih ni poljuben, ampak odraža fonologijo indoarijskih jezikov.
Popis znakov je v različnih pisavah v bistvu enak. Nekatere pisave imajo poseben znak za povratni  l , drugi posebni znaki se lahko ustvarijo s piko spodaj pod črko.
Za indoarijske jezike se uporabljajo naslednje indijske pisave (kot primer je navedena prva soglasniška vrsta ka, kha, ga, gha, ṅa):
| Pisava             | Jezik(i)                                                       | Primer |
| ------------------ | -------------------------------------------------------------- | ------ |
| devanagari         | hindijščina, biharščina, radžastanščina, maraščina, nepalščina |        |
| bengalska pisava   | bengalščina, asamščina, bišnuprija manipuri                    |        |
| gurmuhi            | pandžabščina                                                   |        |
| gudžaratska pisava | gudžaraščina                                                   |        |
| orija pisava       | orija                                                          |        |
| singalska pisava   | singalščina                                                    |        |

Sanskrt je bil tradicionalno napisan v pisavi ustreznega regionalnega jezika, danes je Devanagari postal standardna pisava za sanskrtska besedila. V nekaterih jezikih se vzporedno uporablja več pisav: kašmirščina je v Pakistanu napisana v perzijsko-arabski pisavi, v Indiji pa v Devanagari. Za pandžabščinao obstajajo celo tri pisave: perzijsko-arabska v Pakistanu, gurmuhi za Sikhe in Devanagari za pandžabsko govoreče hinduiste.

### Perzijsko-arabska pisava
Urdujščina, jezik indijskih muslimanov, je tako kot drugi indoarijski jeziki, ki se uporabljajo v Pakistanu (sindhi, pandžabščina, kašmirščina), pisana v različici perzijsko-arabske pisave arabske abecede imenovani nastalik . Arabska pisava ni zelo primerna za zapisovanje indoarijskih jezikov. Na primer, kratki samoglasniki niso izpisani, tudi pri dolgih samoglasnikih ni mogoče razlikovati med  ū ,  ō  in  au .

### Latinska pisava
Edina indoarijska jezika, ki se redno pišeta v latinici, sta konkani in romščina. Za konkani, jezik prebivalev Goe, je bila v 16. stoletju uvedena ortografija, ki temelji na portugalščini. Poleg tega je konkani napisan tudi v pisavi Devanagari. Za jezik kalaša, prej nepisanega jezika kalaša iz Čitrala), se je prav tako sedaj uporabila latinska pisava pri pouku v osnovni šoli.
V znanstvenem okviru je latinsko prečrkovanje običajno. Običajni standard je „„ Mednarodna abeceda sanskrtske transliteracije “(IAST). Pri prečrkovanju soglasnikov se ravna po fonetični vrednosti črk v angleščini, zato je angleški y zapisan kot [j]. Aspirirani soglasniki so izraženi z dvočrkjem kh, th itd. Drugi glasovi, za katere ni ustrezne latinske črke, so izraženi s prečrkovanjem IAST z diakritičnimi oznakami, na primer makron za prepoznavanje dolgih samoglasnikov ali pik spodaj za retrofleksne glasove.